# Fischertechnik

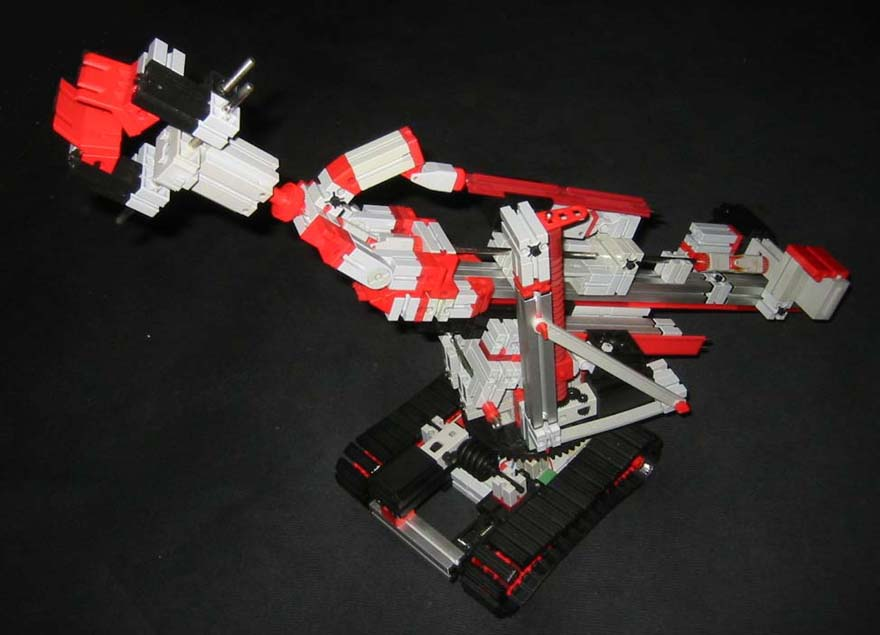
Un robot

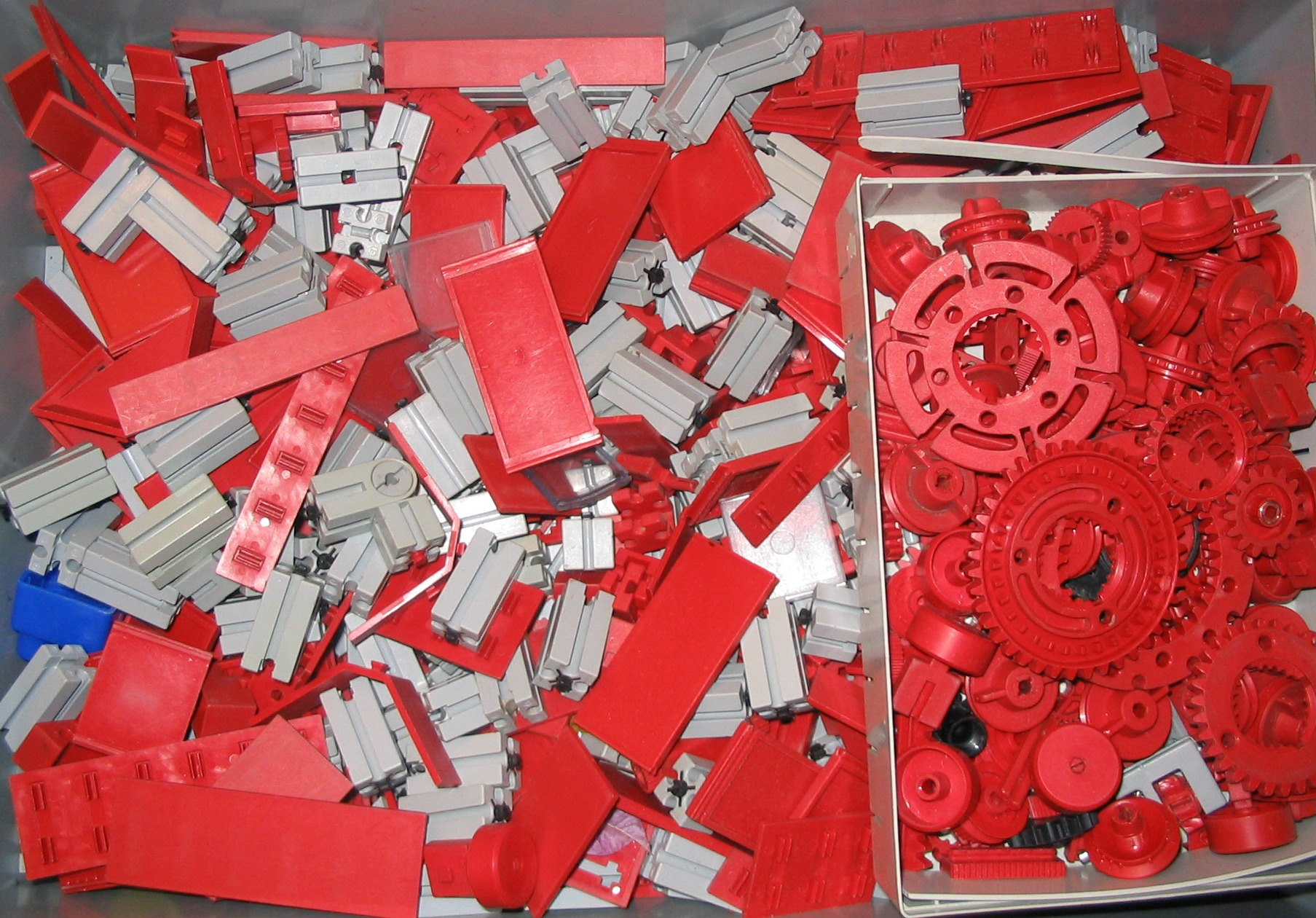
Pezzi da montare

fischertechnik è un sistema di elementi plastici da montare, per bambini in età scolare, per l'insegnamento della tecnica delle costruzioni, la ricerca, lo sviluppo.
Viene prodotto dalla omonima azienda con elementi in tecnopolimero, oltre a motori, assali, sistemi di trasmissione, ingranaggi, sensori. L'assortimento si divide in sei gruppi per un totale di 41 elementi diversi.
La produzione avviene a Waldachtal, sede del gruppo fischer.

## Pedagogia
Fischertechnik ebbe fin dall'inizio una funzione pedagogica. Così venne creata negli anni '60 la fischertechnik-Schulprogramm e sviluppata la linea hobby. Nella linea hobby i fruitori trovarono consigli tecnici e spiegazioni scientifiche d'aiuto per creare i modelli.

## Premi
fischertechnik ha ricevuto:
- Nel 2007 il riconoscimento federale dei fabbricanti di giocattoli in una TOP10 stilata da una giuria nella categoria ADVANCED Ships + More.[1]
- Nel 2008 premiato il PROFI da Vinci Machines da una giuria belga. In Germania viene nominato per il Schaukelpferd d'oro.
- Nel 2009 il prodotto PROFI Oeco Tech nella categoria Spiel und Technik riceve il Schaukelpferd d'oro.[2]

## Fanclub
- Il club della fischertechnik GmbH ha oltre 30.000 soci. I soci ricevono due volte l'anno il Fan Club News, informazioni e fiere in programma. Una volta l'anno si riuniscono in un Fan Club Tag presso Waldachtal.
- Il fischertechnikclub d'Olanda fu fondato nel 1991. Ha circa 300 (2008) soci; ricevono due volte l'anno la pubblicazione Clubblad e si incontrando da tre a cinque volte l'anno.[3]
- La fischertechnik-community, fondata nel 2001 in internet, effettua una convention annuale (ad esempio nel 2009 a Erbes-Büdesheim) con la presentazione die modelli costruiti dai soci.[4]. Dal marzo 2011 pubblica gratuitamente il quadrimestrale ft:pedia.[5]